# 캐서린 이저벨
캐서린 이저벨(Katharine Isabelle, 1981년 11월 2일 ~ )은 캐나다의 배우이다.